# Bitwa pod Łomżą (1939)
Bitwa pod Łomżą – bitwa stoczona 7–10 września 1939 podczas kampanii wrześniowej.
Niemcy, po przerzuceniu części wojsk z Pomorza do Prus Wschodnich, uderzyli na linię Narwi, której broniła SGO „Narew”. Bezpośrednio przed bitwą miasto Łomża było bombardowane nieprzerwanie od 3 września.
Pierwsze natarcie nastąpiło 7 września, kiedy to Łomża została zaatakowana przez niemiecką 21 Dywizję Piechoty, wchodzącą w skład XXI Korpusu Armijnego generała Falkenhorsta. Siły niemieckie przeprowadziły tego dnia kilka ataków, jednak nie zakończyły się one powodzeniem, gdyż były odpierane przez broniący Łomży – dowodzony przez podpułkownika Lucjana Stanka – 33 pułk piechoty, wchodzący w skład 18 Dywizji Piechoty, ze szczególnym udziałem I/33 pp., pod dowództwem majora Stanisława Wyderko, odpowiedzialnego za odcinek Przedmoście „Łomża”.

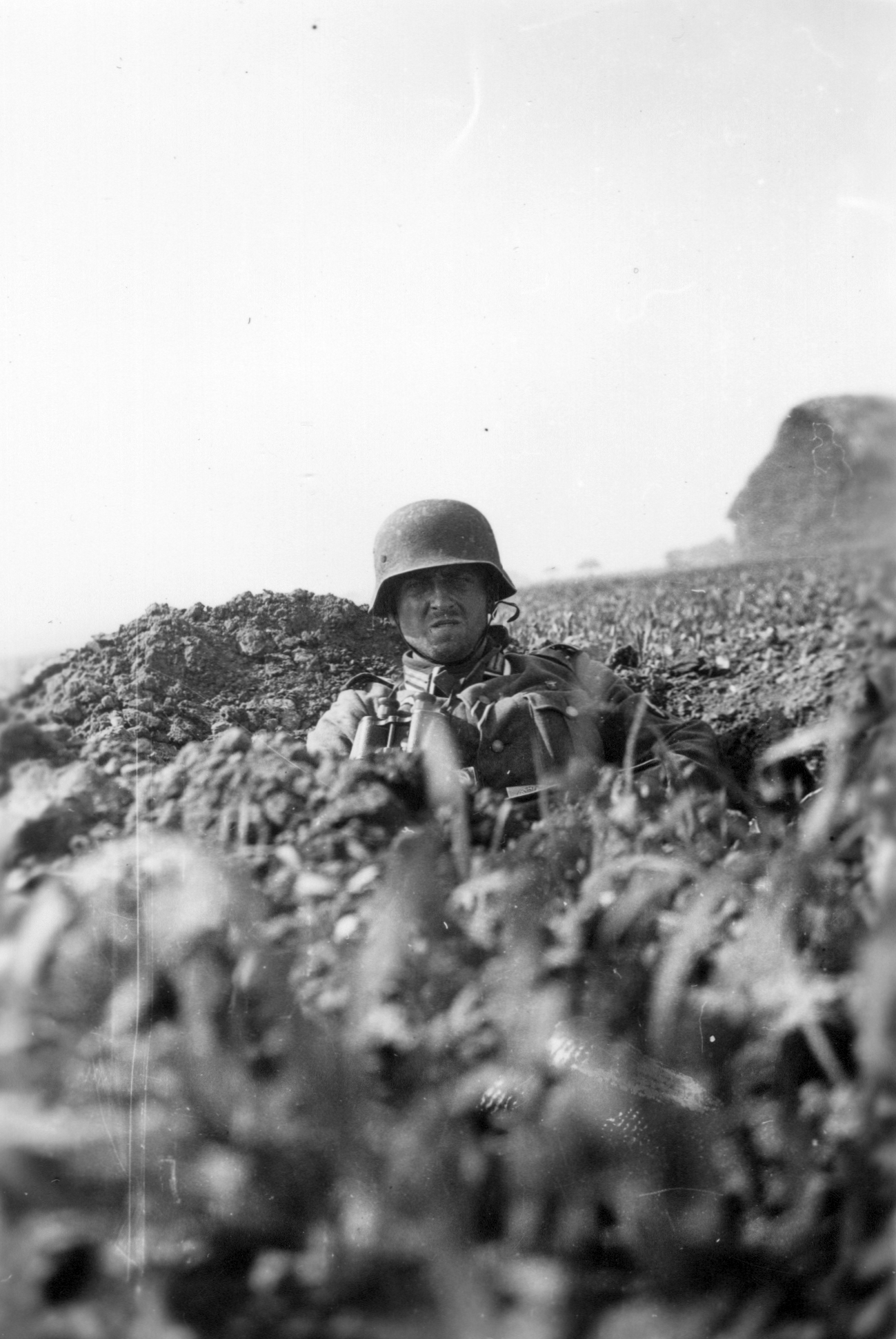
Żołnierz Wehrmachtu podczas bitwy

Następnego dnia oddziały niemieckie skoncentrowały swoje ataki na forcie nr 3 w Piątnicy Poduchownej, jednak zostały one skutecznie odparte. Po południu ataki Niemców ustały, jednak w nocy, pod osłoną artyleryjską i zadymieniem, wojska niemieckie przeprawiły się przez rzekę Narew kilkanaście kilometrów poniżej punktu obrony w Piątnicy i rozpoczęły zdobywanie Nowogrodu (bitwa pod Nowogrodem).
9 września upłynął pod znakiem ciągłych ataków wojsk niemieckich na linie fortyfikacyjne w Piątnicy. Przed południem atakowany był fort nr 2, przy wsparciu artylerii i lotnictwa, natomiast po południu Niemcy skoncentrowali się na forcie nr 1. Wszystkie ataki zostały odparte.
Następny dzień, 10 września, przebiegał podobnie jak dni poprzednie. Wojska niemieckie były skupione na atakowaniu polskich fortyfikacji, które odpierały wszelkie natarcia przeciwnika. Taki stan utrzymywał się do godziny 18:00, gdy Niemcy odstąpili poza zasięg polskiej artylerii i zaprzestali ataków. Około godziny 20:30 dowódca 18 Dywizji Piechoty płk. Stefan Kossecki wydał rozkaz do odwrotu, który został przyjęty przez załogę 33 pułku piechoty z niedowierzaniem. Broniący Łomży przystąpili do odwrotu, do miejscowości Bacze Mokre.
Mimo czterodniowej obrony miasta, zostało ono poddane w wyniku kontrowersyjnego rozkazu dowódcy 18 Dywizji Piechoty, który zarządził odwrót. Tego samego dnia, tj. 10 września, padła linia obrony na odcinku Wizna i linia rzeki Narew została zdobyta przez wojska niemieckie.